# 消火器リサイクルシステム
消火器リサイクルシステム（しょうかきリサイクルシステム）とは、耐用年数が過ぎたり錆・傷などによって使用に耐えられなくなった消火器等をリサイクルする、一般社団法人日本消火器工業会が行うシステムである。

## 概要
日本消火器工業会は、2010年1月1日より、各メーカーによる消火器の廃棄及びリサイクルの手続き方法や分別保管を統一、一元化し簡便かつ適法に廃棄消火器等を処理する事を目的としリサイクルシステムを構築した。
このリサイクルシステムは、廃棄物の処理及び清掃に関する法律施行規則による広域認定制度により環境大臣の認定を受けている。

## 特徴
全国で統一された消火器等の引き取り及び適正な処理、リサイクルのシステムである。システムが始動した後に製造された消火器には前もってリサイクル処理費用、リサイクルに関わる二次物流費を製品価格に盛り込みリサイクル率の向上が図られている。
また、引取場所を設営することにより製造撤退した国内消火器メーカーの消火器等もリサイクルできるようにした。リサイクルシールのバーコード化により一括管理、書類の簡素化が図られた。

## 消火器リサイクルシール

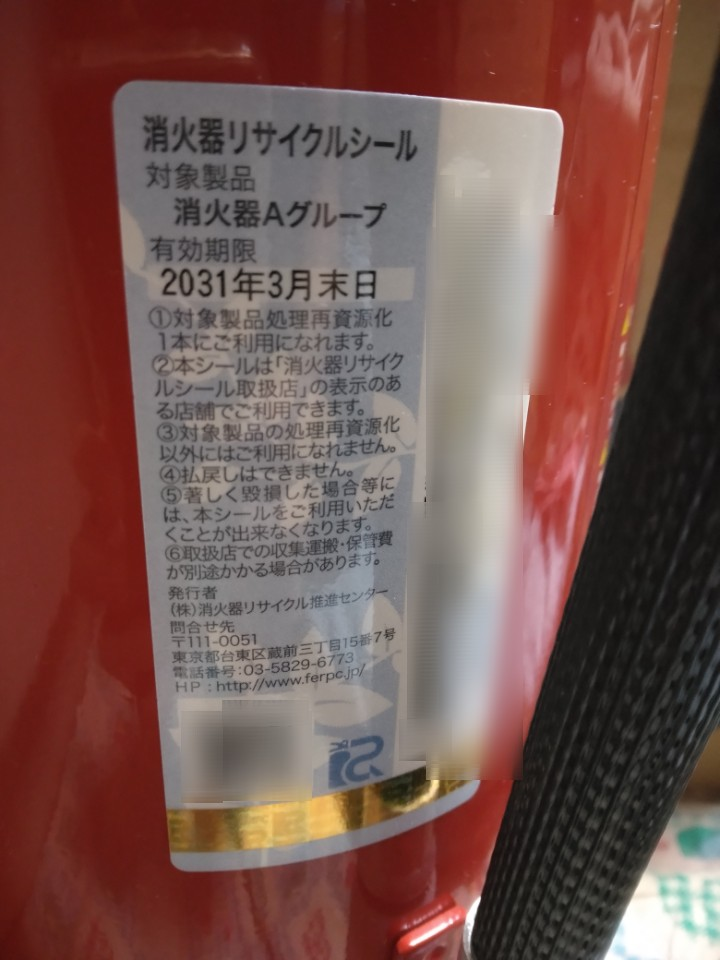
消火器リサイクルシール

日本消火器工業会の委託を受けた株式会社消火器リサイクル推進センターが発行する、リサイクルシールにより二次物流費、処理費用、管理費を前もって消費者より徴収する。
既存の消火器（既販品）は、該当する対象製品のリサイクルシールを購入し貼付する。既販品用リサイクルシールの有効期限は2年3ヶ月である。
また、リサイクルシステムが始まった2010年以降に製造された消火器には、前もって新品用リサイクルシールが貼付されている。新品用リサイクルシールの有効期限は10年間、12年3ヶ月、20年3ヶ月のものがある。

## リサイクル廃棄方法
リサイクル廃棄方法には以下の3つの方法がある。
「特定窓口」へ依頼
日本消火器工業会が認定した「特定窓口」に持ち込みまたは回収依頼をし、リサイクルシールを購入し貼付し依頼する。回収依頼をした場合には、リサイクルシールの購入費用以外に回収に必要な一次物流費や保管費用が必要になる。
「指定引取場所」へ依頼
リサイクルシールを貼付して全国200箇所にある「指定引取場所」に持ち込み依頼する。リサイクルシールが貼付してあれば、運搬費、保管費は掛からない（持込の場合のみ）。施設によってはリサイクルシールの販売を行っていないところもあるので事前に問い合わせる必要がある。
ゆうパックによる依頼
ゆうパック専用コールセンター（フリーダイヤル0120－822－306）に電話して依頼する。 依頼後、専用の箱が送られてくるので消火器を入れて返送する。費用には、リサイクルシール及び運搬費、保管費を含む。但し、家庭用消火器の薬剤量3キログラム、または3リットル以下のものに限られ、法人は利用ができない。

## 対象品目[3]

### 小型消火器等
- ABC粉末消火器 20型以下
- BC粉末消火器 20型以下（特殊火災用放射器含む） 住宅用消火器
- 強化液・機械泡消火器 8リットル以下
- 化学泡消火器（手提げ式）
- 二酸化炭素消火器 15型以下
- ハロン1301消火器（消防環境ネットワーク関連費用除く）
- その他旧式消火器（手提げ式）
- 下方放出型自動消火装置（粉末タイプ）
- 下方放出型自動消火装置（液体タイプ）
- ダクト消火設備用本体容器
- 粉末消火薬剤 15キログラム缶入り
- 小型消火器用加圧ボンベ 1斗缶入り
- 大型消火器・移動式用加圧ガスボンベ 1.3リットル以下
- 小型消火器BOX
- 消火器用ブラケット・設置台

### 大型消火器等
- ABC粉末消火器 100型以下
- ABC粉末消火器 100型を越え200型以下
- BC粉末消火器 200型以下（特殊火災用放射器含む）
- 強化液消火器 20リットル - 60リットル
- 機械泡消火器 20リットル
- 泡消火器 45リットル - 200リットル
- 二酸化炭素消火器 50型
- 移動式粉末消火設備 33キログラム - 45キログラム タイプ
- パッケージ型消火設備
- 大型・移動式用消火器BOX
- 大型消火器・移動式用加圧ガスボンベ 13.4リットル以下
- 液体消火薬剤（強化液、浸潤剤入り水、泡） ※20リットル ポリ缶入り ※装置用泡原液は除く